# Go Se-tae
Go Se-tae (고세태?; 1925 – Seul, 22 aprile 1986) è stato un cestista sudcoreano.

## Carriera
Con la Corea del Sud ha disputato le Olimpiadi del 1956, disputando 7 partite.